# Bathybates minor
Bathybates minor es una especie de peces de la familia Cichlidae en el orden de los Perciformes.

## Morfología
Los machos pueden llegar alcanzar los 20,5 cm de longitud total.

## Distribución geográfica
Es  endémico del lago Tanganika (África Oriental ).